# 韩一龙 (科学家)
韩一龙，香港科技大学物理系教授。他於北京大学取得学士学位，美国芝加哥大学取得博士学位，在美国宾夕法尼亚大学完成博士后研究。过去10年一直致力于软物质物理学的研究工作，并于2014年荣获全球华物理和天文学会颁授的2014年亚洲杰出成就奖。